# Nilea campephaga
Nilea campephaga är en tvåvingeart som först beskrevs av Robineau-desvoidy 1863.  Nilea campephaga ingår i släktet Nilea och familjen parasitflugor.
Artens utbredningsområde är Frankrike. Inga underarter finns listade i Catalogue of Life.